# Praktänka
Praktänka (Vidua hypocherina) är en fågel i familjen änkor inom ordningen tättingar.

## Utseende och läte
Hane praktänka är i häckningsdräkt liksom övriga i familjen änkor en uppseendeväckande, mörk fågel med mycket långa och spektakulära stjärtfjädrar. Denna art är glansigt blåsvart. Honan och hanen utanför häckningstid är mycket mer alldagligt tecknad, med brunaktig rygg, tydligt streckat ansikte, vitaktig näbb och vitaktiga ben. Näbb- och benfärg skiljer den från andra liknande arter. Sahelparadisänkan är inte särskilt ljudlig, men har noterats härma lätena från astrilder den parasiterar på.

## Utbredning och systematik
Fågeln förekommer i södra Sydsudan, Etiopien, Somalia, norra Uganda, Kenya samt norra och centrala Tanzania. Den behandlas som monotypisk, det vill säga att den inte delas in i några underarter.

## Levnadssätt
Praktänkan är en rätt ovanlig fågel som hittas i torr savann och skogslandskap. Liksom andra änkor är den en boparasit som lägger ägg i andra fåglars bon. Denna art är specialiserad på snårastrild och törnastrild.

## Status
Arten har ett stort utbredningsområde och beståndet anses stabilt. Internationella naturvårdsunionen IUCN listar den därför som livskraftig (LC).